# Сильніше Пітьми
Сильніше Пітьми — дебютний міні-альбом українського гурту Рай Із Твоїх Снів, записаний в листопаді-грудні 2015 на студії MuzProductionUA та випущений 14 лютого 2016 року. Над записом, зведенням та мастерингом міні-альбому працював Олег Рубанов.

## Опис
Загальною концепцією міні-альбому «Сильніше Пітьми», за словами музикантів, було поєднання в єдине ціле характерного для павер-металу звучання інструментальної частини із низьким чоловічим голосом, що для цього напрямку, власне, не дуже притаманне, та просочити усе це атмосферою фолку за рахунок використання сопілкових пасажів і, місцями, волинки.
«Я намагався „оспівати“ найсвітліші речі світу цього, як у цьому ЕР, так і, зрештою, в усій нашій творчості в цілому. За тематику намагаюсь брати речі, що не мають часового обмеження і не прив'язані до конкретного місця чи особи. Багато натхнення я почерпнув, наприклад, захоплюючись красою і безмірністю природи, багато — просто із образів сильних вольових людей, вчинки котрих змушували інших схиляти голови. Грубо кажучи, ідеєю EP „Сильніше Пітьми“ було віддзеркалити моє бачення досконалості», — говорить лідер гурту «Рай Із Твоїх Снів» Вегард Ейвінд.

## Список композицій
| #     | Назва                              | Тривалість |
| ----- | ---------------------------------- | ---------- |
| 1.    | «Повернення До Таємниць (інтро)»   | 1:57       |
| 2.    | «Життя»                            | 4:28       |
| 3.    | «Ніч»                              | 3:56       |
| 4.    | «Весною (нова версія)»             | 5:52       |
| 5.    | «Сильніше Пітьми»                  | 4:09       |
| 6.    | «Огненний Світанок (інструментал)» | 1:42       |
| 22:04 |                                    |            |

## Учасники
- Вегард Ейвінд — музика, тексти, вокал, гітара, сопілка, волинка
- Лада — вокал
- Дивозор — клавішні
- Oleh C. — гітарні соло
- Ігор Гринів — бас

### Сесійні музиканти
- Jotunhammer — ударні